# 게이브 존스
게이브 존스(Gabe Jones)는 마블 코믹스의 캐릭터이며 본명은 가브리엘 존스(Gabriel Jones)이다. 스탠 리와 잭 커비에 의해 만들어졌으며 1963년 5월 《퓨리 병장과 그의 하울링 코만도스》 1화에 첫 등장하였다. 아프리카계 미국인인 게이브 존스는 뉴욕에서 태어났으며 2차 세계대전 당시 닉 퓨리 병장의 주도로 설립된 ‘하울링 코만도스’(Howling Commandos)의 멤버이다. 한국전쟁과 베트남 전쟁에 참전하는 동안 나머지 멤버들과 재회한 게이브는 퓨리가 쉴드(S.H.I.E.L.D)국장으로 임명되었을 때 주요 보좌관이 되었다. 그린 고블린인 노먼 오스번이 쉴드를 해산 시키자 다른 하울링 코만도스의 멤버 덤 덤 듀건과 사설 용병 회사인 하울링 코만도스를 설립했다.
재즈 트럼펫을 잘 부르기도 한다.
동료들이 히드라 대원들을 피해 도망칠 시간을 벌다가 암살자 고르곤에게 죽임을 당했다.